# Województwo kaliskie (I Rzeczpospolita)
Województwo kaliskie (łac. Palatinatus Calisiensis) – województwo Korony Królestwa Polskiego istniejące w latach 1314–1793, posiadające stolicę w Kaliszu, a do 1768 największe województwo prowincji wielkopolskiej.
Województwo kaliskie dzieliło się wtedy na 6 powiatów. Siedzibą wojewody był Kalisz, natomiast sejmiki ziemskie odbywały się w Środzie (obecnie Środa Wielkopolska). Województwo kaliskie wspólnie z województwem poznańskim, obierały starostę generalnego Wielkopolski.
Herbem województwa kaliskiego była głowa tura w koronie z pierścieniem w nozdrzach na tle biało-czerwonej szachownicy.

## Terytorium
Powierzchnia województwa wynosiła ok. 15 320 km², po wyłączeniu województwa gnieźnieńskiego w 1768 ok. 7810 km².
| Powiat                | Powierzchnia w mil² | Powierzchnia w km² |
| --------------------- | ------------------- | ------------------ |
| powiat kaliski        | 60,27               | 3318,82            |
| powiat gnieźnieński   | 50,89               | 2802,51            |
| powiat kcyński        | 42,93               | 2364,38            |
| powiat nakielski      | 56,35               | 3103,02            |
| powiat koniński       | 39,34               | 2166,69            |
| powiat pyzdrski       | 50,27               | 2768,20            |
| Razem (województwo) Σ | 300,05              | 16523,21           |

Miasta grodowe w województwie kaliskim to: Kalisz, Gniezno, Konin, Kcynia, Nakło, Pyzdry, Złotów.

### Znaczniejsze miasta
- Kalisz – miasto stołeczne,
- Gniezno,
- Mogilno – opactwo benedyktyńskie,
- Trzemeszno – opactwo kanoników regularnych św. Augustyna,
- Ląd i Wągrowiec – opactwo cysterskie.

## Urzędy
Sejmiki województwa kaliskiego zbierały się w Środzie, w kolegiacie Najświętszej Maryi Panny Wniebowziętej (razem z województwem poznańskim). W województwie kaliskim zbierał się również wielkopolski sejmik generalny w Kole, w klasztorze bernardynów przy kościele Nawiedzenia Najświętszej Maryi Panny.
Posiadało 8 senatorów w tym 4 większych tzw. krzesłowych i 4 mniejszych (drążkowych). Senatorami krzesłowymi byli arcybiskup gnieźnieński, wojewoda kaliski, kasztelan kaliski i kasztelan gnieźnieński. Senatorowie drążkowi to kasztelanowie: lądzki, nakielski, biechowski oraz kamieński.
Wojewoda kaliski urzędował na Zamku Królewskim w Kaliszu.
Powiaty (do 1768):
- kaliski, Kalisz
- koniński, Konin
- pyzdrski, Pyzdry
- gnieźnieński, Gniezno
- kcyński, Kcynia
- nakielski, Nakło

Powiaty (po 1768):
- kaliski, Kalisz
- koniński, Konin
- pyzdrski, Pyzdry